# Île Pam
L’île Pam est une île de Nouvelle-Calédonie appartenant administrativement à Ouégoa.
Elle s'étend sur plus de 6 km de longueur pour environ 1 km de largeur.